# Jorge Manrique
Jorge Manrique (Paredes de Nava, 1440 – Santa María del Campo, 1479) è stato un poeta spagnolo, generalmente considerato il massimo autore in lingua castigliana di età medievale.
(Gabriel García Márquez, Vivir para contarla)

## Biografia
Nacque nel seno di una famiglia appartenente all'alta nobiltà castigliana. Suo padre, Rodrigo Manrique, conte di Paredes de Nava, era imparentato con la famiglia reale dei Trastámara, mentre sua madre, Mencía de Figueroa, era cugina di Íñigo López de Mendoza, marchese di Santillana, fra i più celebri uomini di lettere del suo tempo. Ricevette una formazione castrense e, appena sedicenne, entrò nell'Ordine di Santiago, ottenendo la commenda di Montizón. Nel 1470 si unì in matrimonio con donna Guiomar de Castañeda, figlia del conte di Fuensalida e sorella della seconda moglie di suo padre, da cui ebbe due figli. 
Negli anni settanta del Quattrocento scoppiò in Spagna una vera e propria guerra di successione fra Giovanna la Beltraneja, sostenuta da suo marito Alfonso V di Portogallo da una parte, e Isabella di Castiglia e Ferdinando II d'Aragona dall'altra. Jorge Manrique appoggiò la causa di questi ultimi e partecipò attivamente ad alcuni memorabili fatti d'armi, prima a fianco del padre, poi, alla sua morte (1476), da solo (fra cui gli assedi di Chinchilla e di Alcorcón). Nel 1479 perse la vita a seguito di una ferita riportata nel tentativo di impadronirsi del castello di Garcimuñoz. Aveva solo trentanove anni.

## Opera

### Produzione amorosa, satirica e morale
L'opera di Manrique, di dimensioni alquanto contenute, si articola in una serie di componimenti poetici ascrivibili a tre generi ben determinati: l'amoroso, il satirico e il morale. Il primo è a sua volta costituito da poesie che esaltano l'amore ideale, il cui oggetto è quasi sempre una donna irraggiungibile o raggiungibile solo attraverso la morte. Nella struttura si ispirano alla poesia provenzale medievale, più ancora che a quella italiana così in voga nella Spagna dell'epoca (basti pensare a Íñigo López de Mendoza). La poesia satirica si riduce a tre poemetti che ruotano rispettivamente attorno a una sua cugina, a una donna ubriaca e alla propria matrigna (e cognata) Elvira. Sono composizioni garbate e sottilmente umoristiche, senza pretese e di una schietta semplicità. La produzione riferentesi al terzo genere, il morale, è raccolta generalmente sotto il titolo di Stanze per la morte del padre (in spagnolo: Coplas por la muerte de su padre), unanimemente considerate come uno dei momenti più alti nella storia della letteratura spagnola e universale.

### elegia alla morte del padre
Si tratta di una quarantina di brevi componimenti organizzati in strofe che presentano un alternarsi di versi ottonari (in numero di due consecutivi) seguiti da un quadrisillabo. Tale tipo di versificazione prende il nome, in spagnolo, di coplas de pie quebrado o anche di copla manriqueña essendo tipica di tale autore. 
Le coplas in questione sono in massima parte incentrate sulla figura del padre del poeta, don Rodrigo Manrique, maestro dell'Ordine di Santiago, cristiano e padre esemplare. È opinione diffusa che venissero interamente scritte dopo il 1476, anno in cui don Rodrigo trovò la morte nel corso di una campagna militare. Alcuni studiosi ritengono però che parte di esse potrebbero essere state composte precedentemente, attorno al 1470, o ancor prima.
Temi ricorrenti, nelle Stanze, sono il veloce scorrere del tempo, la vanità insita nella condizione umana e soprattutto la nostalgia per le persone che si sono amate e ammirate in vita ma che poi sono scomparse, come don Rodrigo. Un essere caro non è tuttavia mai destinato veramente a morire, perché rivive nella nostra coscienza attraverso il ricordo. Se inoltre è vissuto e morto degnamente sarà la fama ad assicurare una vita oltre la vita, secondo un ideale classicheggiante, riesumato dalla cultura rinascimentale e pienamente condiviso da Jorge Manrique. Il poeta mediante un linguaggio semplice, naturale, ma al tempo stesso carico di tensioni ed emozioni, dialoga con il genitore defunto e tale forma di comunicazione finisce col tradursi in una profonda riflessione esistenziale di una modernità sconcertante.
Las Coplas furono tradotte, fin dai primi decenni del XVI secolo, nelle principali lingue di cultura dell'Europa del tempo, il latino, l'italiano e il francese. Furono ammirate e imitate da molti letterati iberici del Cinquecento, fra cui il portoghese Gregorio Silvestre, e influenzarono in vario modo anche alcuni grandi poeti contemporanei, come José de Espronceda e Rubén Darío.